# Wadie Haddad
Wadie Haddad, conosciuto anche con la kunya Abū Hani (in arabo وديع حداد‎?; Safad, 1927 – Berlino Est, 28 marzo 1978), è stato un attivista e guerrigliero palestinese.
Wadīʿ Ḥaddād fu attivo in particolare negli anni sessanta e settanta del XX secolo, essendo coinvolto in numerosi attacchi terroristici.

## Biografia
Nato da genitori greco-ortodossi a Safad, nel nord di quello che è oggi Israele, si trasferì in Libano con la famiglia a seguito della guerra arabo-israeliana del 1948. Studiò medicina presso l'Università americana di Beirut dove conobbe George Habash, anch'egli un rifugiato palestinese. Assieme collaborarono a fondare il Movimento Nazionalista Arabo (MNA), un gruppo panarabo ed arabo-socialista che mirava a liberare i territori palestinesi dall’occupazione israeliana.
Dopo la laurea si trasferì assieme a Habash ad Amman, in Giordania, dove aprirono una clinica. Nel 1956 Haddad collaborò con Agenzia delle Nazioni Unite per il Soccorso e l'Occupazione (UNRWA), ma nel 1957 venne arrestato
dalle autorità giordane a causa del suo attivismo in favore del nazionalismo palestinese. Nel 1961 provò a fuggire in Siria. Dal 1963 in avanti, Haddad sostenne la resistenza armata contro obiettivi israeliani, e riuscì a portare a termine la militarizzazione del Movimento Nazionalista Arabo.

## Dirigente del FPLP
In seguito alla guerra dei sei giorni del 1967, l'ala palestinese del MNA si evolse in un Fronte Popolare per la Liberazione della Palestina (FPLP), di stampo socialista, sotto la guida di Habash. Haddad divenne il comandante dell'ala militare del gruppo, responsabile dell'organizzazione di attacchi diretti contro obbiettivi israeliani. Questi fu determinante nella pianificazione del primo dirottamento aereo, condotto dal FPLP nel 1968, quando un aeromobile dell'El Al venne costretto ad atterrare ad Algeri. Nonostante le critiche mosse al FPLP dall'Organizzazione per la Liberazione della Palestina (OLP) per questo tipo di azioni, Haddad continuò a giustificarle, proseguendone l'organizzazione e l'attuazione.
Nel 1970 vennero organizzati i dirottamenti di Dawson's Field, una serie di dirottamenti quasi simultanei che si concluse con l'arrivo di tre aerei passeggeri in Giordania, e con il fallimento di una quarta operazione a Londra, dove venne arrestata la militante Leila Khaled. Soprattutto questi quattro dirottamenti si inserirono nella serie di eventi che culminò con il drammatico Settembre nero in Giordania.
In seguito all'espulsione dell'Organizzazione per la Liberazione della Palestina dal regno giordano, Haddad fu aspramente criticato anche all'interno del FPLP, che era a sua volta sottoposto a forti pressioni dal resto dell'OLP. Nonostante gli fosse stato ordinato di interrompere le operazioni contro obbiettivi al di fuori di Israele, Haddad continuò comunque la propria azione sotto il nome di Fronte Popolare di Liberazione della Palestina - Operazioni Esterne (FPLP-OE), motivo per il quale nel 1973 venne espulso dal FPLP.

## Gli ultimi anni
Haddad si servì inoltre della collaborazione di Ilich Ramírez Sánchez, meglio conosciuto come "Carlos lo sciacallo", un terrorista venezuelano che aveva conosciuto nel 1970, e che aveva istruito nelle tecniche di guerriglia. Nel 1975, Sánchez venne espulso dall'organizzazione di Haddad, con l'accusa di non aver proceduto all'esecuzione di due ostaggi, o non averne ottenuto un eventuale riscatto. Nel giugno 1976 Haddad organizzò il dirottamento di Entebbe.
Wadie Haddad morì il 28 marzo 1978 a Berlino Est, capitale dell'allora Repubblica Democratica Tedesca. Secondo una ricostruzione, venne eliminato da alcuni agenti del Mossad, che gli recapitarono una tavoletta di cioccolata infettata da un agente biologico che lo condusse alla morte nell'arco di un mese.
Con la sua scomparsa si dissolse ciò che era rimasto del FPLP-OE, la cui eredità venne raccolta dall'Organizzazione "15 maggio per la liberazione della Palestina", e dal Fronte Popolare per la Liberazione della Palestina - Comando Speciale (FPLP-CS), oltre che dallo stesso "Carlos" (gruppo Separat).
Secondo l'archivista del KGB, Vasilij Nikitič Mitrochin, nei primi anni settanta Haddad venne reclutato come agente dei servizi segreti sovietici, col nome in codice NATSIONALIST. Da lì in poi Mosca fornì finanziamenti ed armi al FPLP, venendo avvertita in anticipo circa le operazioni principali, tra cui i dirottamenti aerei del 1970, che molto probabilmente vennero autorizzate dallo stesso KGB.
È da sottolineare come le rivelazioni di Mitrochin non siano universalmente accettate come una fonte attendibile.
Negli archivi sovietici venne in seguito ritrovata da Vladimir Bukovsky una lettera di Jurij Andropov, che presumibilmente confermerebbe il ruolo di Haddad come agente al servizio del KGB